# Wydolność fizyczna
Wydolność – zdolność do wykonywania wysiłku fizycznego, bez głębszych zaburzeń homeostazy i uwarunkowanych przez nie objawów zmęczenia. Wydolność jest czynnikiem wpływającym na poziom aktywności ruchowej.
Wydolność fizyczna określa potencjał organizmu do wykonywania wysiłków z udziałem dużych grup mięśniowych, w wyniku czego wyróżnić możemy:
- wydolność tlenową (aerobową), która związana jest z wysiłkami trwającymi dłużej niż 15 min do kilku godzin pracą, opartą na procesach uzyskiwania energii na drodze utleniania związków chemicznych; ten rodzaj aktywności określa aktywne możliwości poboru, transportu i zużycia tlenu przez tkanki aktywne;
- wydolność beztlenową (anaerobową), która związana jest z krótką pracą, trwająca do 30 sekund o dużej intensywności.

Energia do pracy mięśni pochodzi z katabolicznych reakcji związków wysokoenergetycznych zawartych w komórkach mięśniowych, zanim jeszcze nastąpi metabolizm funkcji poboru, transportu i resorpcji tlenu i substratów energetycznych przez pracę komórki mięśniowej.